# デピュティミニスター
デピュティミニスター(Deputy Minister)とはカナダ生産の競走馬、種牡馬。主な勝ち鞍に1981年のローレルフューチュリティ（G1競走）、ヤングアメリカステークス（G1競走）、1982年のドンハンデキャップ（G2競走）、トムフールステークス（G2競走）。1981年のソヴリン賞で年度代表馬と最優秀2歳牡馬、同じ年のエクリプス賞で最優秀2歳牡馬にそれぞれ選出された。種牡馬としても、エクリプス賞受賞馬3頭を含む81頭のステークスウイナーを送り出した。

## 競走馬時代
- 特記事項なき場合、本節の出典はEQUIBASE[1]

1981年5月10日、ウッドバイン競馬場でのメイドン競走でデビューし、1着。一週間後の2戦目も制し、以降8月まで6連勝を記録。10月10日のシャンペンステークスで4着に終わり連勝が途絶えたものの、2週間後のローレルフューチュリティ、その10日後のヤングアメリカステークスとG1競走を連勝した。2歳時は9戦してG1競走2勝を含む8勝を挙げ、ソヴリン賞年度代表馬と最優秀2歳牡馬、エクリプス賞最優秀2歳牡馬にそれぞれ選ばれた。
3歳となった1982年、初戦のバハマスステークスで5着、2戦目のアローワンス競走は9着に終わって休養に入り、10月にウッドバイン競馬場のアローワンス競走で復帰して勝利したが、続くハンデキャップ戦は7着に終わり、3歳時は4戦1勝の成績に終わる。4歳を迎えて初戦のガルフストリームスプリントチャンピオンシップハンデキャップを勝つと、続くドンハンデキャップ、トムフールステークスとG2競走2勝を含めて3連勝を記録。その後はホイットニーハンデキャップ4着、ウッドワードステークス6着と2戦して4着以下の成績と振るわなかったが、9月28日のアローワンス競走3着を挟みヴォスバーグステークス3着、G2競走スタイヴァザントハンデキャップ2着を経て11月のG1競走メドウランズカップで2着となり、これが最後の競馬となった。

## 引退後
引退後はアメリカのメリーランド州にあるウインドフィールズファームで種牡馬となり、1988年からはケンタッキー州のブルックデールファームに移動。81頭のステークスウイナーを送り出し、1997年から1998年の北アメリカリーディングサイアーの座に就いた。また、1988年にはカナダ競馬殿堂入りを果たした。
2004年、この年は10万ドルの種付け料で71頭に種付けして64頭で受胎が確認されていたが、9月10日に悪性腫瘍のためオハイオ州立大学家畜病院で死亡した。

### 主な産駒
太字はエクリプス賞受賞馬。カタカナ馬名前の*は本邦輸入を示す。
- オーサムアゲイン (Awesome Again) - ブリーダーズカップ・クラシック、ホイットニーハンデキャップ、クイーンズプレート（カナダ）ほか[3][6]
- ゴーフォーワンド (Go for Wand) - ブリーダーズカップ・ジュヴェナイルフィリーズ、ベルデイムステークス、マスケットステークスなど[3][7]
- *オープンマインド (Open Mind) - ブリーダーズカップ・ジュヴェナイルフィリーズ、ニューヨーク牝馬三冠など[3][8]
- キーパーヒル (Keeper Hill) - ケンタッキーオークスなど[3][9]
- タッチゴールド (Touch Gold) - ベルモントステークス、ハスケル招待ハンデキャップほか[3][10]
- デピュティコマンダー (Deputy Commander) - トラヴァーズステークス、スーパーダービー[3][11]
- クリアマンデート（Clear Mandate） - スピンスターステークスなど。ストロングマンデートの母[12]
- *デヒア (Dehere) - ホープフルステークス[3][13]
- *ヴィクトリースピーチ (Victory Speech) - ストラブステークス[14]
- *フレンチデピュティ (French Deputy) - ジェロームハンデキャップ（アメリカG2）[15]
- ファストクッキー（Fast Cookie） - コティリオンハンデキャップ（アメリカG2）。フロステッドの母[16]
- *トーヨーシアトル - 東京大賞典、東海菊花賞ほか[17]
- *トーヨーレインボー - 中京記念、シリウスステークス

### ブルードメアサイアーとしての主な産駒
GI級競走優勝馬
※勝ち宇蔵はGI級競走のみ記載
- ジャジル (Jazil) - ベルモントステークス[18]
- カーリン (Curlin) - ブリーダーズカップクラシック、ドバイワールドカップなど[19]
- ラグズトゥリッチズ (Rags to Riches) - ベルモントステークス、ケンタッキーオークスなど[20]
- ボブアンドジョン (Bob and John) - ウッドメモリアルステークス[21]
- フロステッド（Frosted） - ウッドメモリアルステークス、メトロポリタンハンデキャップ、ホイットニーステークス[22]
- レダットーレ (Redattore) - エディーリードハンデキャップ、シューメイカーブリーダーズカップマイルステークス[23]
- バハミアンパイレート (Bahamian Pirate) - ナンソープステークス[24]
- マジストレッティ (Magistretti) - マンノウォーステークス[25]
- パーシステントリー (Persistently) - パーソナルエンスンステークス[26]
- エイベルタズマン（Abel Tasman） - ケンタッキーオークス、エイコーンステークス、コーチングクラブアメリカンオークスなど[27]
- ストロングマンデート（Strong Mandate） - ホープフルステークス[28]
- タピザー（Tapizar） - BCダートマイル
- カネヒキリ - フェブラリーステークス 、ジャパンカップダート2回など[29]
- ミスターメロディ - 高松宮記念[30]

グレード制重賞優勝馬
- サングレーザー - 札幌記念、マイラーズカップ、スワンステークス
- マスターフェンサー - 名古屋グランプリ、マーキュリーカップ2回、白山大賞典
- マチカネニホンバレ - エルムステークス
- オーサムリザルト - エンプレス杯、ブリーダーズゴールドカップ、クイーン賞
- マルカダイシス - 鳴尾記念
- サトノティターン - マーチステークス
- マルターズスパーブ - フラワーカップ
- サクセスビューティ - フィリーズレビュー
- カジノドライヴ - ピーターパンステークス

## 血統表
| デピュティミニスターの血統      | デピュティミニスターの血統                             | デピュティミニスターの血統                             | （血統表の出典）                                       | （血統表の出典） |
| 父系                            | ヴァイスリージェント系（ノーザンダンサー系）           | ヴァイスリージェント系（ノーザンダンサー系）           | ヴァイスリージェント系（ノーザンダンサー系）           | [ § 2 ]          |
| 父 Vice Regent 1967 栗毛 カナダ | 父の父Northern Dancer 1961 鹿毛 カナダ                 | Nearctic                                               | Nearco                                                 | Nearco           |
| 父 Vice Regent 1967 栗毛 カナダ | 父の父Northern Dancer 1961 鹿毛 カナダ                 | Nearctic                                               | Lady Angela                                            |                  |
| 父 Vice Regent 1967 栗毛 カナダ | 父の父Northern Dancer 1961 鹿毛 カナダ                 | Natalma                                                | Native Dancer                                          | Native Dancer    |
| 父 Vice Regent 1967 栗毛 カナダ | 父の父Northern Dancer 1961 鹿毛 カナダ                 | Natalma                                                | Almahmoud                                              |                  |
| 父 Vice Regent 1967 栗毛 カナダ | 父の母Victoria Regina 1958 栗毛 カナダ                 | Menetrier                                              | Fair Copy                                              | Fair Copy        |
| 父 Vice Regent 1967 栗毛 カナダ | 父の母Victoria Regina 1958 栗毛 カナダ                 | Menetrier                                              | La Melodie                                             |                  |
| 父 Vice Regent 1967 栗毛 カナダ | 父の母Victoria Regina 1958 栗毛 カナダ                 | Victoriana                                             | Windfields                                             | Windfields       |
| 父 Vice Regent 1967 栗毛 カナダ | 父の母Victoria Regina 1958 栗毛 カナダ                 | Victoriana                                             | Iribelle                                               |                  |
| 母 Mint Copy 1970 黒鹿毛 カナダ | 母の父Bunty's Flight 1953 黒鹿毛 カナダ                | Bunty Lawless                                          | Ladder                                                 | Ladder           |
| 母 Mint Copy 1970 黒鹿毛 カナダ | 母の父Bunty's Flight 1953 黒鹿毛 カナダ                | Bunty Lawless                                          | Mintwina                                               |                  |
| 母 Mint Copy 1970 黒鹿毛 カナダ | 母の父Bunty's Flight 1953 黒鹿毛 カナダ                | Broomflight                                            | Deil                                                   | Deil             |
| 母 Mint Copy 1970 黒鹿毛 カナダ | 母の父Bunty's Flight 1953 黒鹿毛 カナダ                | Broomflight                                            | Air Post                                               |                  |
| 母 Mint Copy 1970 黒鹿毛 カナダ | 母の母Shakney 1964 黒鹿毛 アメリカ合衆国               | Jabneh                                                 | Bimelech                                               | Bimelech         |
| 母 Mint Copy 1970 黒鹿毛 カナダ | 母の母Shakney 1964 黒鹿毛 アメリカ合衆国               | Jabneh                                                 | Bellesoeur                                             |                  |
| 母 Mint Copy 1970 黒鹿毛 カナダ | 母の母Shakney 1964 黒鹿毛 アメリカ合衆国               | Grass Shack                                            | Polynesian                                             | Polynesian       |
| 母 Mint Copy 1970 黒鹿毛 カナダ | 母の母Shakney 1964 黒鹿毛 アメリカ合衆国               | Grass Shack                                            | Good Example                                           |                  |
| 母系(F-No.)                     | (FN:10-a)                                              | (FN:10-a)                                              | (FN:10-a)                                              | [ § 3 ]          |
| 5代内の近親交配                 | Bunty Lawless 3 × 5 = 15.62%、Polynesian 5 × 4 = 9.38% | Bunty Lawless 3 × 5 = 15.62%、Polynesian 5 × 4 = 9.38% | Bunty Lawless 3 × 5 = 15.62%、Polynesian 5 × 4 = 9.38% | [ § 4 ]          |
| 出典                            | 1. 2. 3. 4.                                            | 1. 2. 3. 4.                                            | 1. 2. 3. 4.                                            | 1. 2. 3. 4.      |